# Kousujärvi
Kousujärvi är en sjö i kommunen Enontekis i landskapet Lappland i Finland. Sjön ligger 332 meter över havet. Arean är 71 hektar och strandlinjen är 8,37 kilometer lång. Sjön  ingår i Kemi älvs huvudavrinningsområde.   Den ligger omkring 220 kilometer norr om Rovaniemi och omkring 920 kilometer norr om Helsingfors. 